# Malév
Malév var et flyselskab fra Ungarn, med hovedsæde i Budapest og hub på Budapest Ferihegy International Airport.
Selskabet blev dannet 29. marts 1946 som Hungarian-Soviet Civil Air Transport Joint Stock Company, bedre kendt som Maszovlet. Selskabets dannelse kom på baggrund af at alt civilt lufttransport i Ungarn var blevet lammet under 2. verdenskrig. 
25. oktober 1956 købte den ungarske regering alle de Sovjet-ejede aktier i Maszovlet, og Malév var skabt. 
Selskabet har siden 2007 været medlem af flyalliancen Oneworld.
Selskabets bestyrelses erklærede Malev konkurs kl. 06.00 den 3. februar 2012. Selskabets likviditet var bl.a. hårdt presset af en EU dom. Malev konkurs (Webside ikke længere tilgængelig)